# Banca
Banca (Banka en basque) est une commune française, située dans le département des Pyrénées-Atlantiques en région Nouvelle-Aquitaine.

## Géographie

### Localisation
La commune de Banca se trouve dans le département des Pyrénées-Atlantiques, en région Nouvelle-Aquitaine et est frontalière avec l'Espagne (Communauté forale de Navarre).
Elle se situe à 141 km par la route de Pau, préfecture du département, à 62 km de Bayonne, sous-préfecture, et à 65 km de Mauléon-Licharre, bureau centralisateur du canton de Montagne Basque dont dépend la commune depuis 2015 pour les élections départementales.
La commune fait en outre partie du bassin de vie de Saint-Jean-Pied-de-Port.
Les communes les plus proches sont : 
Aldudes (5,4 km), Saint-Étienne-de-Baïgorry (5,9 km), Urepel (7,2 km), Arnéguy (7,8 km), Anhaux (8,2 km), Irouléguy (8,3 km), Lasse (9,9 km), Ascarat (10,8 km).
Sur le plan historique et culturel, Banca fait partie de la province de la Basse-Navarre, un des sept territoires composant le Pays basque,. La Basse-Navarre en est la province la plus variée en ce qui concerne son patrimoine, mais aussi la plus complexe du fait de son morcellement géographique. Depuis 1999, l'Académie de la langue basque ou Euskalzaindia divise la Basse-Navarre en six zones,. La commune est dans le pays de Baïgorry-Ossès (Baigorri-Ortzaize), au sud-ouest de ce territoire.

### Communes limitrophes
Les communes limitrophes sont  Aldudes, Anhaux, Auritz-Burguete, Baztan, Erro, Lasse, Luzaide, Saint-Étienne-de-Baïgorry et Urepel.
| Baztan (Espagne) | Saint-Étienne-de-Baïgorry | Anhaux                                                 |
| Aldudes          | Banca                     | Lasse                                                  |
| Urepel           | Erro (Espagne)            | Luzaide/Valcarlos (Espagne), Auritz/Burguete (Espagne) |

### Paysages et relief
Le mont Harrigorry culmine à 806 m, le Munhogain à 853 m, l’Otsamunho à 901 m, l’Errola à 908 m, l’Abraku à 1 003 m, l’Ichtauz à 1 024 m, l’Antchola à 1 119 m, le Mehatzé à 1 209 m, le Lindus à 1 220 m, le Mendimotcha à 1 224 m et l’Aurigna à 1 278 m.

### Hydrographie

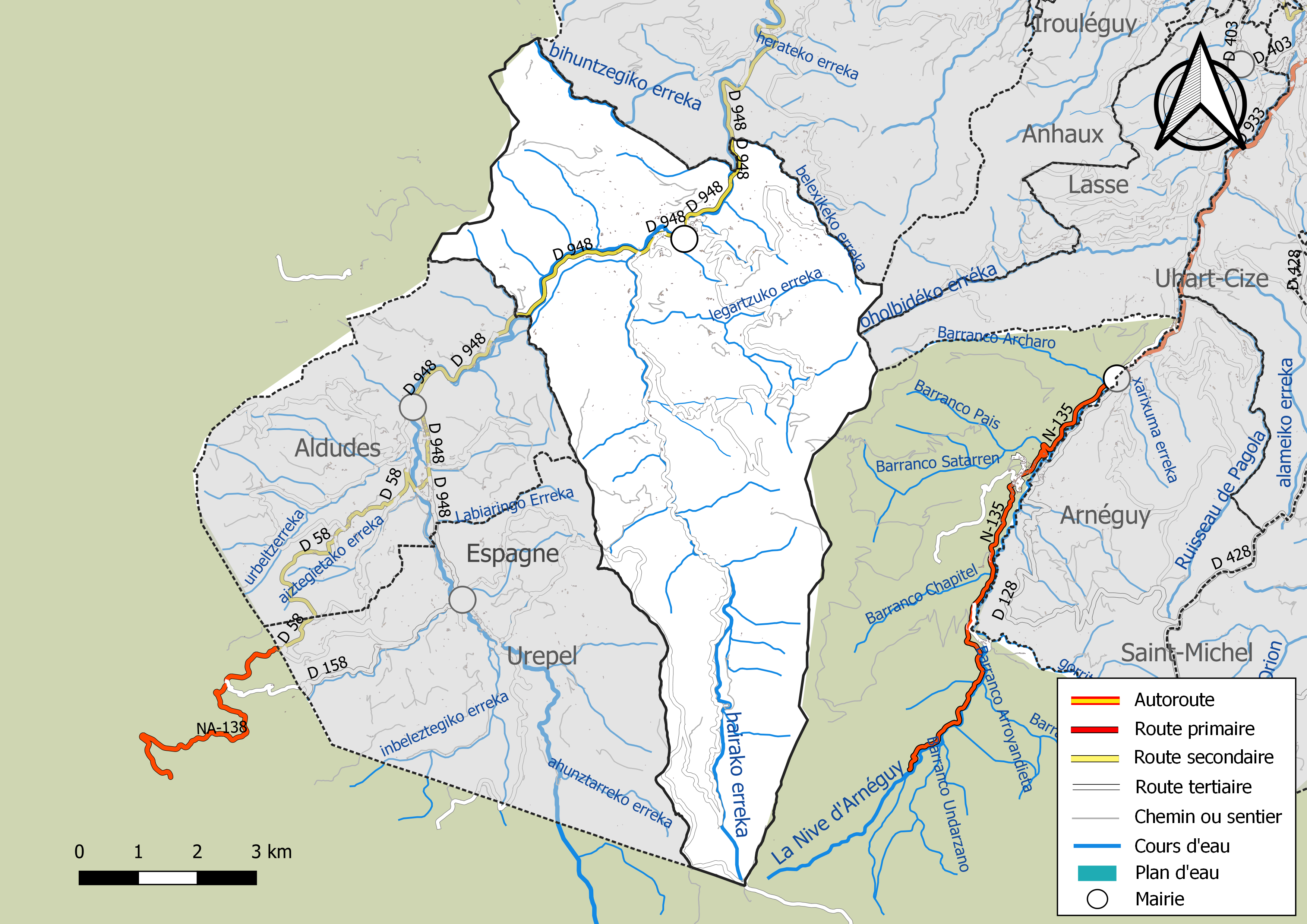
Réseaux hydrographique et routier de Banca.

La commune est drainée par la Nive des Aldudes, hairako erreka, Bihuntzeguiko erreka, Antchignoko erreka, Belechiko erreka, Hérraukiko erreka, Latcharrako erreka, legartzuko erreka, Tihistako erreka, zaminarteko erreka, et par divers petits cours d'eau, constituant un réseau hydrographique de 63 km de longueur totale,.
La Nive des Aldudes, d'une longueur totale de 35,5 km, naît en Navarre au pied du Mendi Haundia (1 232 m), dans la commune d'Erro (Espagne), puis s'écoule au nord dans la vallée de Baïgorry pour confluer dans la Nive à Saint-Martin-d'Arrossa, à 110 m d'altitude à Saint-Martin-d'Arrossa, après avoir traversé 6 communes.

### Climat
Le climat qui caractérise la commune est qualifié, en 2010, de « climat océanique altéré », selon la typologie des climats de la France qui compte alors huit grands types de climats en métropole. En 2020, la commune ressort du même type de climat dans la classification établie par Météo-France, qui ne compte désormais, en première approche, que cinq grands types de climats en métropole. Il s’agit d’une zone de transition entre le climat océanique et les climats de montagne et semi-continental. Les écarts de température entre hiver et été augmentent avec l'éloignement de la mer. La pluviométrie est plus faible qu'en bord de mer, sauf aux abords des reliefs.
Les paramètres climatiques qui ont permis d’établir la typologie de 2010 comportent six variables pour les températures et huit pour les précipitations, dont les valeurs correspondent aux données mensuelles sur la normale 1971-2000. Les sept principales variables caractérisant la commune sont présentées dans l'encadré ci-après.
| Paramètres climatiques communaux sur la période 1971-2000 - Moyenne annuelle de température : 12,7 °C - Nombre de jours avec une température inférieure à −5 °C : 1,2 j - Nombre de jours avec une température supérieure à 30 °C : 3,3 j - Amplitude thermique annuelle : 12 °C - Cumuls annuels de précipitation : 1 733 mm - Nombre de jours de précipitation en janvier : 12,9 j - Nombre de jours de précipitation en juillet : 8,9 j |

Avec le changement climatique, ces variables ont évolué. Une étude réalisée en 2014 par la Direction générale de l'Énergie et du Climat complétée par des études régionales prévoit en effet que la  température moyenne devrait croître et la pluviométrie moyenne baisser, avec toutefois de fortes variations régionales. La station météorologique de Météo-France installée sur la commune et en service de 1949 à 2012 permet de connaître l'évolution des indicateurs météorologiques. Le tableau détaillé pour la période 1981-2010 est présenté ci-après.
| Mois                                  | jan.             | fév.           | mars          | avril           | mai           | juin          | jui.           | août           | sep.            | oct.            | nov.          | déc.            | année     |
| ------------------------------------- | ---------------- | -------------- | ------------- | --------------- | ------------- | ------------- | -------------- | -------------- | --------------- | --------------- | ------------- | --------------- | --------- |
| Température minimale moyenne (°C)     | 2,8              | 3              | 4,7           | 6,1             | 9,3           | 12,3          | 14,3           | 14,5           | 11,8            | 9,5             | 5,7           | 3,8             | 8,2       |
| Température moyenne (°C)              | 6,9              | 7,6            | 10            | 11,5            | 15,1          | 18,1          | 20,1           | 20,3           | 17,7            | 14,5            | 9,9           | 7,6             | 13,3      |
| Température maximale moyenne (°C)     | 11               | 12,3           | 15,3          | 16,9            | 20,8          | 23,9          | 25,9           | 26,1           | 23,7            | 19,4            | 14,1          | 11,5            | 18,4      |
| Record de froid (°C) date du record   | −12,6 09.01.1985 | −13 11.02.1956 | −8,5 01.03.05 | −2,5 22.04.1991 | 1 01.05.1976  | 3 11.06.1957  | 6,2 19.07.1961 | 3,5 25.08.1961 | 1 21.09.1952    | −1,5 23.10.1991 | −7,7 17.11.07 | −9,7 11.12.1967 | −13 1956  |
| Record de chaleur (°C) date du record | 22,3 28.01.1966  | 29 14.02.1958  | 33 03.03.1952 | 35 19.04.1949   | 36,5 27.05.05 | 41,4 21.06.03 | 40,9 21.07.09  | 42,6 04.08.03  | 37,5 05.09.1949 | 35 12.10.1951   | 28 06.11.1951 | 24 24.12.12     | 42,6 2003 |
| Précipitations (mm)                   | 187,6            | 159,5          | 158,6         | 181,2           | 131,5         | 84,4          | 74,9           | 84,4           | 115,3           | 152,9           | 212,5         | 201,6           | 1 744,4   |

### Milieux naturels et biodiversité

#### Espaces protégés
La protection réglementaire est le mode d’intervention le plus fort pour préserver des espaces naturels remarquables et leur biodiversité associée,.
Un  espace protégé est présent sur la commune : 
la « Galerie de Petechaenea », un terrain acquis (ou assimilé) par le conservatoire régional des espaces naturels des Pyrénées, d'une superficie de 0,1 ha.

#### Réseau Natura 2000
Le réseau Natura 2000 est un réseau écologique européen de sites naturels d'intérêt écologique élaboré à partir des Directives « Habitats » et « Oiseaux », constitué de zones spéciales de conservation (ZSC) et de zones de protection spéciale (ZPS).
Deux sites Natura 2000 ont été définis sur la commune au titre de la « directive Habitats », : 
- « la Nive », d'une superficie de 9 473 ha, un des rares bassins versants à accueillir l'ensemble des espèces de poissons migrateurs du territoire français, excepté l'Esturgeon européen[25] ;
- les « montagnes des Aldudes », d'une superficie de 18 474 ha, ayant une vocation essentiellement pastorale, et dans une moindre mesure forestière, ce qui a engendré une mosaïque complexe de milieux, qui accueillent une grande diversité d’espèces de flore et de faune[26] ;

et une au titre de la « directive Oiseaux », : 
- la « vallée de la Nive des Aldudes, Col de Lindux », d'une superficie de 14 767 ha, un massif montagneux schisteux à nombreux faciès rupestres, et pelouses montagnardes[27].

#### Zones naturelles d'intérêt écologique, faunistique et floristique
L’inventaire des zones naturelles d'intérêt écologique, faunistique et floristique (ZNIEFF) a pour objectif de réaliser une couverture des zones les plus intéressantes sur le plan écologique, essentiellement dans la perspective d’améliorer la connaissance du patrimoine naturel national et de fournir aux différents décideurs un outil d’aide à la prise en compte de l’environnement dans l’aménagement du territoire.
Trois ZNIEFF de type 1 sont recensées sur la commune, : 
- la « forêt d'Hayra » (2 055,02 ha), couvrant 2 communes du département[29] ;
- les « milieux tourbeux d'Elhorrieta et d'Elhorriko Kaskoa » (12,59 ha), couvrant 2 communes du département[30],
- le « site de Petexaenea et ses alentours » (8 601,95 ha), couvrant 3 communes du département[31] ;

et deux ZNIEFF de type 2,, : 
- les « montagnes et vallées des Aldudes, massifs du Mondarrain et de l'Artzamendi » (23 074,84 ha), couvrant 9 communes du département[32] ;
- le « réseau hydrographique des Nives » (3 596,23 ha), couvrant 33 communes du département[33].

## Urbanisme

### Typologie
Au 1er janvier 2024, Banca est catégorisée commune rurale à habitat très dispersé, selon la nouvelle grille communale de densité à sept niveaux définie par l'Insee en 2022.
Elle est située hors unité urbaine et hors attraction des villes,.

### Occupation des sols

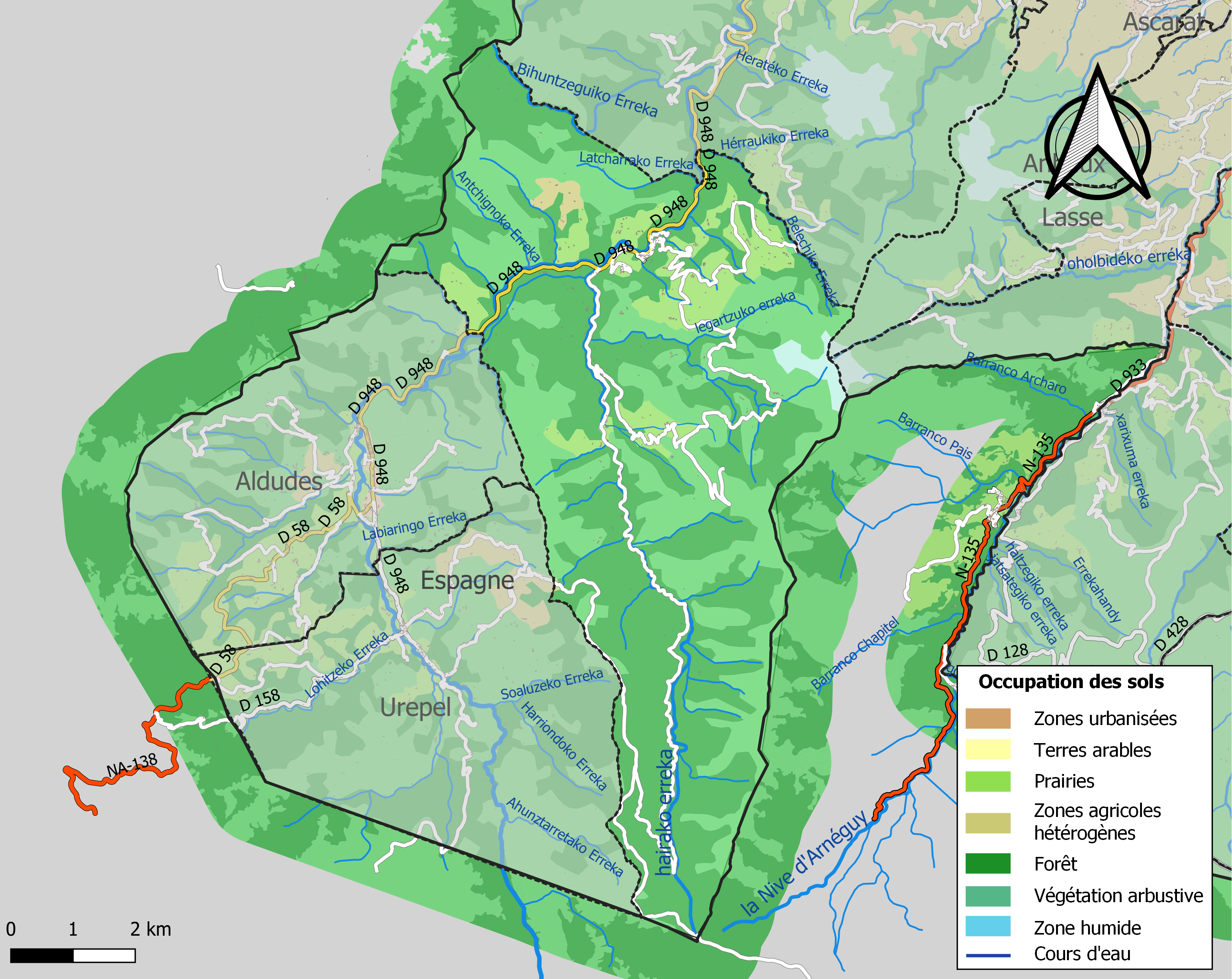
Carte des infrastructures et de l'occupation des sols de la commune en 2018 (CLC).

L'occupation des sols de la commune, telle qu'elle ressort de la base de données européenne d’occupation biophysique des sols Corine Land Cover (CLC), est marquée par l'importance des forêts et milieux semi-naturels (90,5 % en 2018), une proportion identique à celle de 1990 (90,5 %). La répartition détaillée en 2018 est la suivante : 
forêts (54,8 %), milieux à végétation arbustive et/ou herbacée (34,7 %), prairies (8,8 %), espaces ouverts, sans ou avec peu de végétation (1 %), zones agricoles hétérogènes (0,7 %). L'évolution de l’occupation des sols de la commune et de ses infrastructures peut être observée sur les différentes représentations cartographiques du territoire : la carte de Cassini (XVIIIe siècle), la carte d'état-major (1820-1866) et les cartes ou photos aériennes de l'IGN pour la période actuelle (1950 à aujourd'hui).

### Lieux-dits et hameaux
- Achistoy[10]
- Agnesto[10]
- Amosta[10]
- Antcharteko Borda[10]
- Antcheigno[10]
- Antcholako Etchola[10]
- Antonénéa[10]
- Apialépoa[10]
- Ardaza[10]
- Argaray[10]
- Argaray (bois)[10]
- Arrabit[10]
- Array[10]
- Artéko Borda[10]
- Asundreykoborda[10]
- Atchaurra[10]
- Ausquiénéa[10]
- Barberaénéa[10]
- Barnetchia[10]
- Basoritz
- Beguibelcha[10]
- Behostemetaka[10]
- Berginanto[10]
- Berhain (col)[10]
- Betripeillonénéa[10]
- Betrizina[10]
- Bichar[10]
- Bidabéheréa[10]
- Bihurrieta[10]
- Bordacharréa[10]
- Bustanénéa[10]
- Cardinalia[10]
- Carminatéko Borda[10]
- Chabukody Lépoa[10]
- Champagne[10]
- Chanchoénéa[10]
- Changala[38]
- Chaochako Kaskoa[10]
- Chasperro[10]
- Chinta[10]
- Chiriatéguia[10]
- Chuhy[10]
- Churritcheguy[10]
- Cocagaïchto[10]
- Colomio[10]
- Curutcheko Kaskoa[10]
- Curutchetako Borda[10]
- Dartépé[10]
- Dominé[10]
- Ehuntzaroy (col, 971 m[10]),[39]
- Elhorrieta (col, 831 m[10]),[39]
- Erdizako Borda[10]
- Erreguéréa[10]
- errekaénéa[10]
- Erremerreka[10]
- Errolako Ithurria[10]
- Esculeguy[10]
- Etcheberria[10]
- Eyhérazaïna[10]
- Eyhérazaïnako Borda[10]
- Fagaldénéa[10]
- Galant[10]
- Gathuly Béhéréa[10],[39]
- Gathulyko Ithurria[10],[39]
- Gnafarénéa[10]
- Gnimigno[10]
- Golko[10]
- Golomio Ithurria[10]
- Goroldi[10]
- Gorria[40]
- Gosnaisto[10]
- Guichonaenea[41]
- Guildeizar[10]
- Guzmuztiko Borda[10]
- Halzéta[10]
- Harguintoa[10]
- Harrigaitzeko Kaskoa[10]
- Harrigorri[10]
- Harzia[10]
- Hauzay[10]
- Hayra[10]
- Hayra (forêt)[10],[39]
- Hayra Sar[10]
- Hortz Zorrotz (rocher de)[10]
- Ilharragorria[10]
- Ilharragorrikomalda[10]
- Indiano[10]
- Iramebako Borda[10]
- Iramehaca
- Irausta[10]
- Ithurrialde Béhéréa[10]
- Ithurrialde Garaya[10]
- Jaureguibeheréa[10]
- Joanes Ederra[10]
- Jokutako Lépoa[10]
- Katchaenéa[10]
- Labaquia[10]
- Lechéa[10]
- Legarzuko Borda[10]
- Legaza (moulin)[10]
- Lehaltzarte[10]
- Lekayoénéa[10]
- Lepeder[10]
- Lepobelcha[10]
- Lezetako Lépoa[10]
- Lindus[42],[10],[39]
- Manechénéa[10]
- Maneixhandy[10]
- Marieyhéra[10]
- Maristola Ithurria[10]
- Maritcho[10]
- Marmaroa[10]
- Martinbelchénéa[10]
- Matchin Ithurria[10]
- Meharroztegui (col, 738 m[10]),[39]
- Mehatzé (col, 1 133 m[10])
- Menta[10]
- Minchendo[10]
- Mizpira (col, 832 m[10]),[39]
- Mizparachar (col, 1 139 m[10],[39])
- Moroinborda[10]
- Mutikoénéa[10]
- Musquet[10]
- Ohakoa[10]
- Olapideko Etchola[10]
- Olhaberrieta[10]
- Ondarlako Ithurria[10]
- Orkastia[10]
- Otsachar[10]
- Otsahartéa[10]
- Otsarrapeguy[10]
- Otsartéa[10]
- Oyhançaro
- Pago Zelhay (col, 888 m[10])
- Peilloénéa[10]
- Peilloeneko Borda[10]
- Petanénéa[10]
- Petechaénéa[10]
- Premonio[10]
- Tchipitcho Etchola[10]
- Teylary ou Nahala (col, 932 mètres)[10]
- Tipitto[10]
- Todoria[10]
- Turitchia[10]
- Uhaillen Borda[10]
- Uhaldéa[10]
- Urbaztarréa[10]
- Urlabéhéréa[10]
- Urlagaraya[10]
- Urritzolahandiko Etchola[10]
- Uzkalépoa[10]
- Zaku[10]
- Zakuko Borda[10]
- Zubiarin[10]
- Zubiarinzahar[10]
- Zumazoko[10]

### Voies de communication et transports
Banca est desservie par la route départementale D 948.

### Risques majeurs
Le territoire de la commune de Banca est vulnérable à différents aléas naturels : météorologiques (tempête, orage, neige, grand froid, canicule ou sécheresse), inondations, feux de forêts, mouvements de terrains et séisme (sismicité moyenne). Il est également exposé à un risque particulier : le risque de radon. Un site publié par le BRGM permet d'évaluer simplement et rapidement les risques d'un bien localisé soit par son adresse soit par le numéro de sa parcelle.

#### Risques naturels
Certaines parties du territoire communal sont susceptibles d’être affectées par le risque d’inondation par une crue torrentielle ou à montée rapide de cours d'eau, notamment la Nive des Aldudes et l'Hairako erreka. La commune a été reconnue en état de catastrophe naturelle au titre des dommages causés par les inondations et coulées de boue survenues en 1982, 1983, 2009, 2014, 2019 et 2021,.
Banca est exposée au risque de feu de forêt. En 2020, le premier plan de protection des forêts contre les incendies (PDPFCI) a été adopté pour la période 2020-2030. La réglementation des usages du feu à l’air libre et les obligations légales de débroussaillement dans le département des Pyrénées-Atlantiques font l'objet d'une consultation de public ouverte du 16 septembre au 7 octobre 2022,.
Les mouvements de terrains susceptibles de se produire sur la commune sont des affaissements et effondrements liés aux cavités souterraines (hors mines). Afin de mieux appréhender le risque d’affaissement de terrain, un inventaire national permet de localiser les éventuelles cavités souterraines sur la commune.

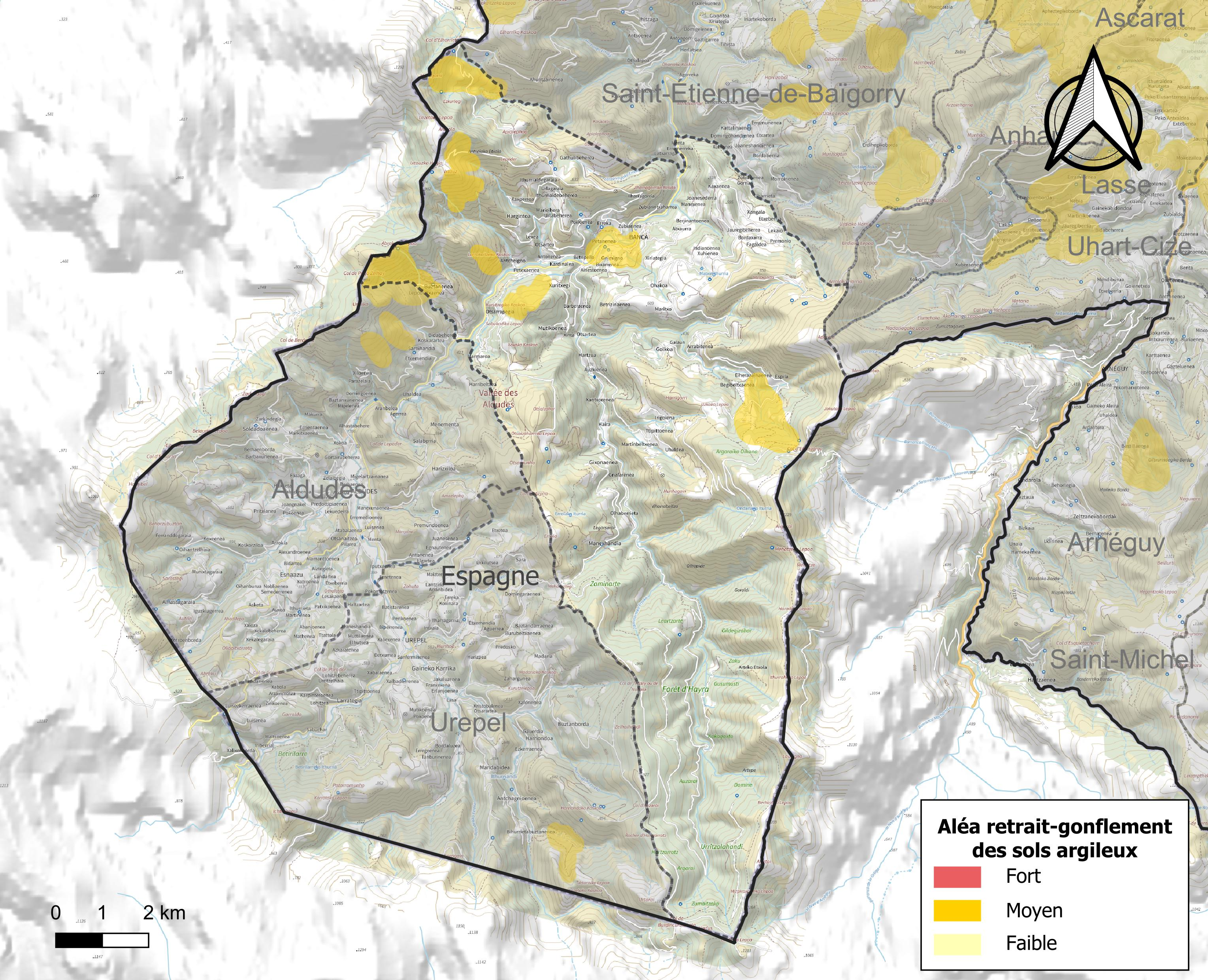
Carte des zones d'aléa retrait-gonflement des sols argileux de Banca.

Le retrait-gonflement des sols argileux est susceptible d'engendrer des dommages importants aux bâtiments en cas d’alternance de périodes de sécheresse et de pluie. 6,6 % de la superficie communale est en aléa moyen ou fort (59 % au niveau départemental et 48,5 % au niveau national). Depuis le 1er octobre 2020, en application de la loi ELAN, différentes contraintes s'imposent aux vendeurs, maîtres d'ouvrages ou constructeurs de biens situés dans une zone classée en aléa moyen ou fort,.
Concernant les mouvements de terrains, la commune a été reconnue en état de catastrophe naturelle au titre des dommages causés par des mouvements de terrain en 2014 et 2019.

#### Risque particulier
Dans plusieurs parties du territoire national, le radon, accumulé dans certains logements ou autres locaux, peut constituer une source significative d’exposition de la population aux rayonnements ionisants. Selon la classification de 2018, la commune de Banca est classée en zone 2, à savoir zone à potentiel radon faible mais sur lesquelles des facteurs géologiques particuliers peuvent faciliter le transfert du radon vers les bâtiments.

## Toponymie

### Attestations anciennes
En 1790 et 1793, la commune était nommée La fonderie et La Fonderie sur la carte de Cassini. Il y a des mariages à 1859 avec ce nom, écrit comme Lafonderie.
Le toponyme Banca est mentionné en 1832, et sa résurgence est contemporaine avec le déclin puis la disparition de la mine, possiblement depuis les traités de Bayonne de 1862 et 1868. Il y a des naissances en 1868 avec le nom Banca.
Le 6 décembre 1873, un décret du Président de la République porte « que la commune de Lafonderie, canton de Saint-Étienne-de-Baïgorry, arrondissement de Mauléon, département des Basses-Pyrénées, prendra à l'avenir, le nom de Banca ».

### Étymologie
Pour Jean-Baptiste Orpustan, l’origine du toponyme Banca peut présenter deux interprétations, soit un emprunt à l’espagnol banco, désignant le banc sur lequel la monnaie était échangée (qui a donné en français le mot « banque ») soit la désignation de « bancs de pierre ».

### Autres toponymes
L’hydronyme Bihuntzeguiko erreka est mentionné sous la forme Bihuncéguy par le dictionnaire topographique Béarn-Pays basque de 1863.
Le col de Churitcha est un col situé sur la frontière avec l’Espagne. Il est mentionné par le dictionnaire de 1863, tout comme les cols d'Ehuntzaroy (col d’Éhunsaroy en 1863) et d’Elhorietta (Elhoriéta en 1863).
Gathuly est le nom d’un mont qui s’étend sur les territoires des communes de Banca et de Saint-Étienne-de-Baïgorry.
La forêt d’Hayra s’étendait sur les communes de Banca et d’Urepel. Le ruisseau éponyme se jette dans la nive des Aldudes.
Le mont Lindus (1 220 mètres) est noté sous la graphie Lindux dans le dictionnaire de 1863.
Le col Meharroztegui qui relie Banca à Aldudes est noté Méharoztéguy en 1863, et celui de Mehatzé, vers l’Espagne, Méhatcé.
Les cols de Mizpira et de Mizpirachar sont tous deux mentionnés dans le dictionnaire topographique de 1863.

### Graphie basque
Son nom basque actuel est Banka.

## Histoire
Banca doit son origine à la remise en activité au XVIIIe siècle de mines de cuivre déjà exploitées dans l'Antiquité. Connu sous le nom de « La Fonderie », ce n'était sous l'Ancien Régime qu'un hameau ou quartier dépendant de la paroisse de Saint-Étienne-de-Baïgorry. Il ne fut érigé en commune qu'en 1793, sous le même nom, et ne reçut qu'en 1874 celui de « Banca ». Les vestiges d'une grande forge, une usine sidérurgique mise à feu en 1826 à l'emplacement de l'ancienne fonderie de cuivre, se dressent à l'entrée du village, au bord de la nive des Aldudes. L'élément le plus visible, un haut fourneau en bon état de conservation, constitue un patrimoine remarquable.
Le 11 décembre 1973 eut lieu à Banca la première action armée d'Iparretarrak.

## Politique et administration
| Période                                  | Période  | Identité             | Étiquette | Qualité |
| ---------------------------------------- | -------- | -------------------- | --------- | ------- |
| Les données manquantes sont à compléter. |          |                      |           |         |
| 1995                                     | 2001     | Gratien Arambel      |           |         |
| 2001                                     | 2008     | Dominique Etcheverry | DVD       |         |
| 2008                                     | En cours | Michel Oçafrain      |           |         |

### Intercommunalité
La commune de Banca participe à trois structures intercommunales :
- la communauté d'agglomération du Pays Basque depuis le 1er janvier 2017 ;
- le syndicat intercommunal pour l'aménagement et la gestion de l'abattoir de Saint-Jean-Pied-de-Port ;
- le syndicat intercommunal pour le soutien à la culture basque.

## Population et société

### Démographie
Le gentilé est Bankar,.
L'évolution du nombre d'habitants est connue à travers les recensements de la population effectués dans la commune depuis 1793. Pour les communes de moins de 10 000 habitants, une enquête de recensement portant sur toute la population est réalisée tous les cinq ans, les populations de référence des années intermédiaires étant quant à elles estimées par interpolation ou extrapolation. Pour la commune, le premier recensement exhaustif entrant dans le cadre du nouveau dispositif a été réalisé en 2007.

En 2022, la commune comptait 355 habitants, en évolution de +4,11 % par rapport à 2016 (Pyrénées-Atlantiques : +3,78 %, France hors Mayotte : +2,11 %).
| 1793 | 1800 | 1806 | 1821  | 1831  | 1836  | 1841  | 1846  | 1851  |
| ---- | ---- | ---- | ----- | ----- | ----- | ----- | ----- | ----- |
| 803  | 590  | 999  | 1 068 | 1 419 | 1 280 | 1 429 | 1 309 | 1 327 |

| 1856  | 1861  | 1866  | 1872  | 1876  | 1881 | 1886 | 1891 | 1896 |
| ----- | ----- | ----- | ----- | ----- | ---- | ---- | ---- | ---- |
| 1 064 | 1 069 | 1 020 | 1 020 | 1 027 | 952  | 944  | 872  | 828  |

| 1901 | 1906 | 1911 | 1921 | 1926 | 1931 | 1936 | 1946 | 1954 |
| ---- | ---- | ---- | ---- | ---- | ---- | ---- | ---- | ---- |
| 829  | 833  | 815  | 800  | 770  | 780  | 748  | 735  | 799  |

| 1962 | 1968 | 1975 | 1982 | 1990 | 1999 | 2006 | 2007 | 2012 |
| ---- | ---- | ---- | ---- | ---- | ---- | ---- | ---- | ---- |
| 672  | 634  | 524  | 450  | 426  | 373  | 351  | 348  | 332  |

| 2017 | 2022 | - | - | - | - | - | - | - |
| ---- | ---- | - | - | - | - | - | - | - |
| 346  | 355  | - | - | - | - | - | - | - |

### Enseignement
La commune dispose d'une école, l'école élémentaire publique Bourg. Cette école propose un enseignement bilingue français-basque à parité horaire.

## Économie
La mine de cuivre et de cuivre argentifère et la fonderie associée connurent leur apogée au milieu du XVIIIe siècle, tandis que la forge, avec son haut-fourneau, fut en activité, de manière discontinue, entre 1826 et 1861.
L'activité est aujourd'hui principalement agricole. La commune fait partie de la zone d'appellation de l'ossau-iraty.

## Culture locale et patrimoine

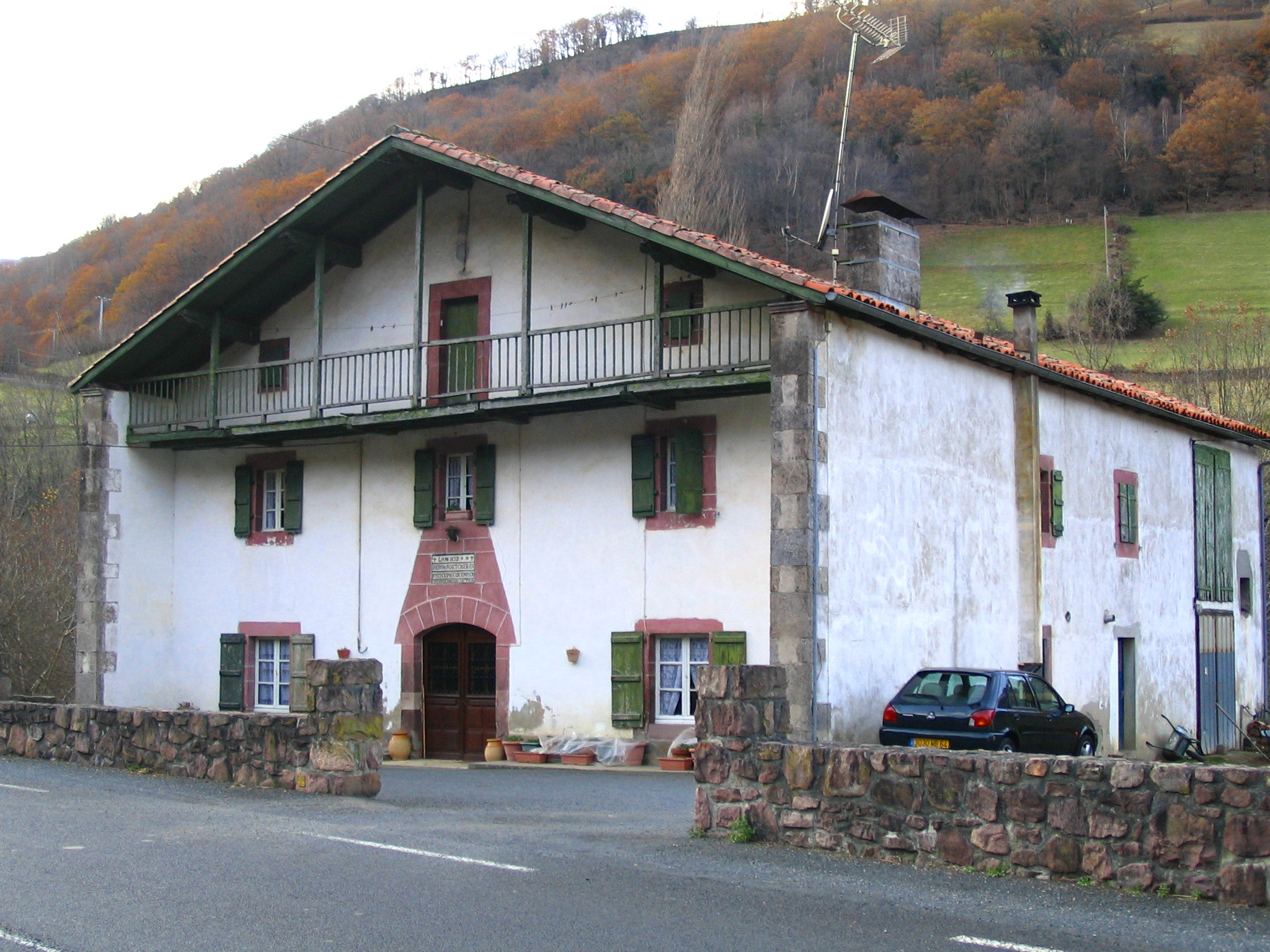
Maison traditionnelle dans la vallée des Aldudes.
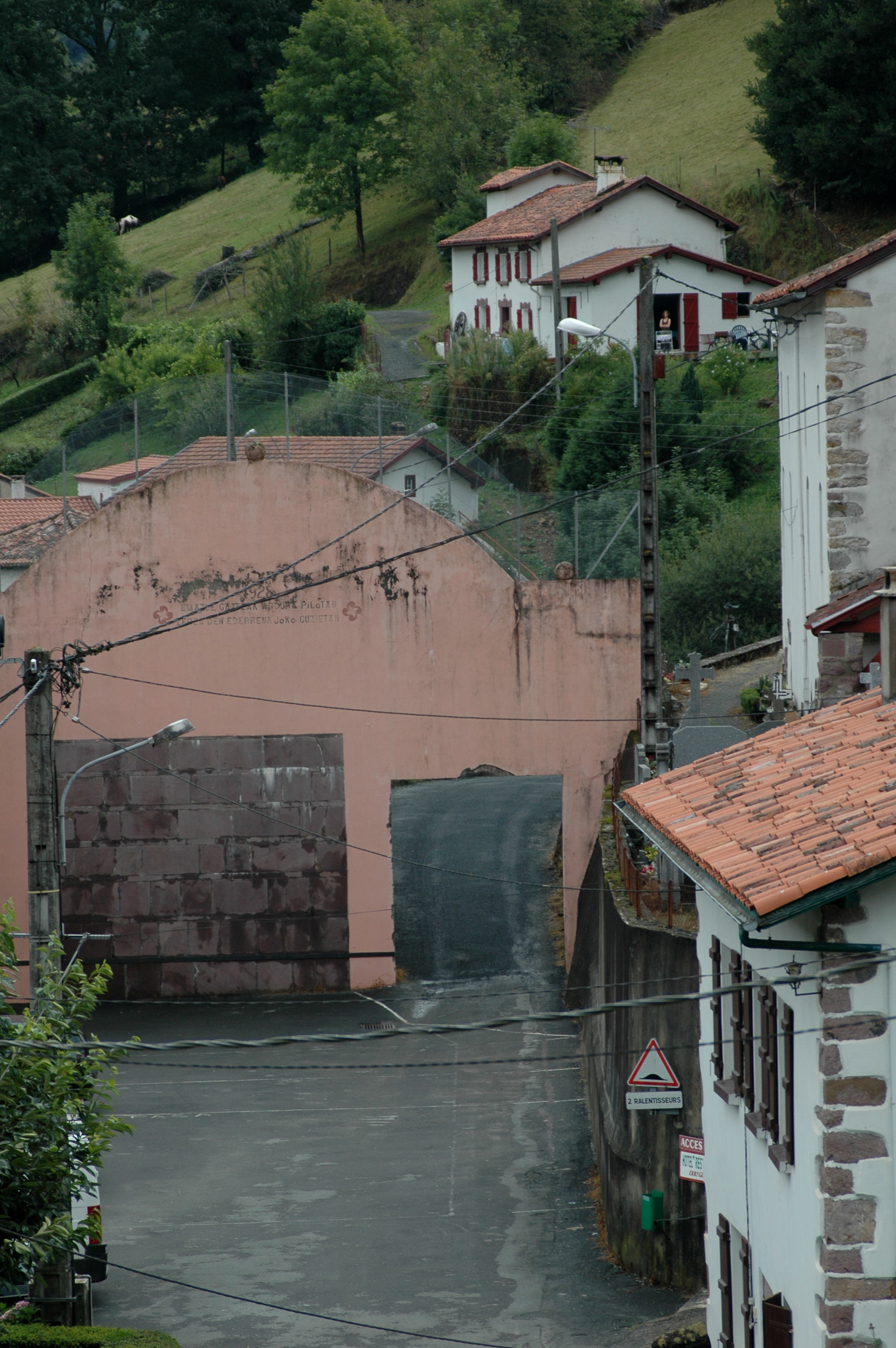
Le fronton place libre, percé pour laisser passer la route.
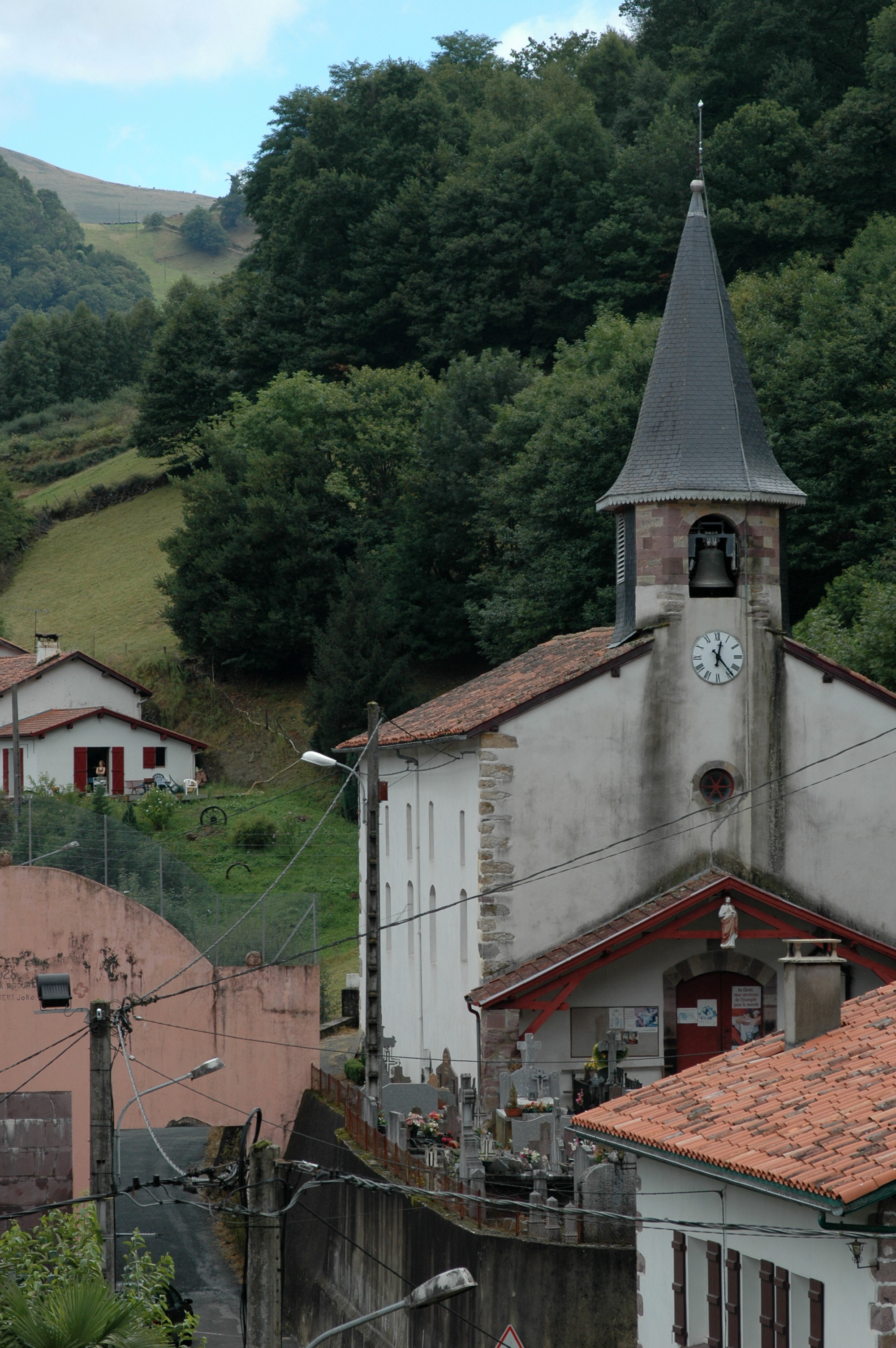
L'église paroissiale.

### Patrimoine civil
À l'entrée nord du village subsistent les vestiges d'une exploitation métallurgique avec son haut fourneau. Le canal d'amenée qui le surplombe, alimenté par les eaux de la Nive captées en amont, entraînait une roue et une machine soufflante injectant l'air à la base du haut fourneau au moyen de deux tuyères. Le bâtiment adjacent, toujours surplombé par le canal, abritait des feux de forge et des marteaux pour transformer la fonte en fer, et une fenderie pour fendre les barres de fer.
La commune présente un ensemble de fermes et maisons datant du XIXe siècle et inscrites à Inventaire général du patrimoine culturel. La ferme Guixonaenea date de 1808. La ferme Gorria date du XVIIIe siècle, tout comme la ferme Xangala.
La redoute dite redoute de Lindus, du XIXe siècle, fut utilisée pendant la guerre franco-espagnole de 1813-1814.

### Patrimoine religieux
L'église Saint-Pierre date du XIXe siècle.

## Équipements

### Enseignement
La commune dispose d'une école primaire.

### Équipements sportifs
Le fronton du village est traversé par une voie routière.

## Personnalités liées à la commune
- Marijane Minaberri (1926-2017) est une autrice de littérature pour enfants en langue basque.

## Pour approfondir